# Умбеллюлярия
Умбеллюля́рия, также умбеллула́рия (лат. Umbellularia) — монотипный род цветковых растений, входящий в семейство Лавровые (Lauraceae). Единственный вид — вечнозелёное североамериканское растение умбеллюлярия калифорнийская (Umbellularia californica), или калифорнийский лавр.

## Название и история описания
Родовое название происходит от лат. umbellula — «неполный зонтик», видовой эпитет дан по его ареалу.
Вид был впервые описан в 1833 году Джорджем Арноттом и Уильямом Гукером в составе рода Tetranthera Jacq., 1797, позднее включённого в синонимику Litsea Lam., 1792, nom. cons. В 1836 году он включён К. Несом в монотипную секцию внутри рода Oreodaphne Nees & Mart., 1833 (впоследствии — синоним Ocotea Aubl., 1775). В 1841—1842 Людвиг Райхенбах и Томас Наттолл независимо выделили этот вид в монотипные роды Sciadiodaphne и Umbellularia.
В 1986 году немецкий ботаник Йенс Гюнтер Ровер предложил отвергнуть обладающее приоритетом название Sciadiodaphne в пользу более часто употребляемого Umbellularia. В 1994 году этот пункт был добавлен в дополнение в Международному кодексу ботанической номенклатуры.

## Ботаническое описание
Вечнозелёное сильно ветвистое дерево, реже кустарник, достигающее 12—24 м в высоту (самый высокий экземпляр высотой 33 м). Фанерофит по Раункиеру. Веточки цилиндрические, голые или мелкоопушённые. Кора сначала гладкая, затем шелушащаяся, тонкая.
Листья жёлто-зелёные, блестящие, с очертании узко-продолговатые или узко-эллиптические, до 10 см длиной и до 3 см шириной, с заострённым концом и ровным или клиновидным основанием. Верхняя поверхность листовой пластинки голая, нижняя — голая (у типовой разновидности) или опушённая (у var. fresnensis).
Цветки собраны в соцветия с опушёнными осями по 5—10. Впервые появляются у деревьев в возрасте от 30 до 40 лет. Доли околоцветника 6—8 мм длиной.
Плод — костянка, обычно одиночная, около 2 см в диаметре.
Диплоидный набор хромосом — 2n = 24.

## Ареал
Умбеллюлярия калифорнийская известна только из двух штатов запада США — Калифорнии и Орегона. Северная граница ареала — округ Дуглас на юго-западе Орегона, южная — округ Сан-Диего на юго-западе Калифорнии. Большая часть ареала располагается к западу от Калифорнийской долины, в горах Кламат, Сискию и Береговых хребтах Калифорнии. Восточнее умбеллюлярия произрастает от округа Шаста до округа Керн.

## Значение
Ценная древесина умбеллюлярии используется для изготовления шкатулок, мебели, фанеры, оружейных прикладов, для облицовки домов. В настоящее время растение на древесину промышленно не выращивается. Даже молодые растения поражаются трутовиком плоским, что является одним из недостатков этого дерева. Насекомыми практически не повреждается, исключение составляют больные деревья, в которых иногда поселяются жуки Ptilinus basalis.
Обладает сильными аллелопатическими свойствами, содержит терпены, препятствующие нормальному развитию корней молодых хвойных растений.
Листья и веточки умбеллюлярии часто поедаются чернохвостыми оленями. Семенами питаются птицы, мелкие грызуны, кабаны. Кабаны также поедают корни растения. Заросли умбеллюлярии пригодны для гнездования птиц.
Индейцы запада использовали кору калифорнийского лавра для заваривания в чай. Листья использовались в качестве инсектицида от кровососущих насекомых, а также применялись в медицине от головной боли и ревматизма.
В настоящее время листья дерева используются в качестве приправы к пище, листья следует использовать в малом количестве, продаются на рынках в Калифорнии. Само дерево нередко выращивается для озеленения.

## Классификация
|  |                                      |  |                                                               |                                                               |                    |  | ещё 6 семейств (согласно Системе APG III) |                                               |                                               |                                 |
|  |                                      |  |                                                               |                                                               |                    |  |                                           |                                               |                                               | вид Умбеллюлярия калифорнийская |
|  |                                      |  |                                                               | порядок Лавроцветные                                          |                    |  |                                           |                                               | род Умбеллюлярия                              |                                 |
|  |                                      |  |                                                               | порядок Лавроцветные                                          |                    |  |                                           |                                               | род Умбеллюлярия                              |                                 |
|  | отдел Цветковые, или Покрытосеменные |  |                                                               |                                                               | семейство Лавровые |  |                                           |                                               |                                               |                                 |
|  | отдел Цветковые, или Покрытосеменные |  |                                                               |                                                               |                    |  |                                           |                                               |                                               |                                 |
|  |                                      |  | ещё 58 порядков цветковых растений (согласно Системе APG III) | ещё 58 порядков цветковых растений (согласно Системе APG III) |                    |  |                                           | ещё более 60 родов, в том числе Лавр и Персея | ещё более 60 родов, в том числе Лавр и Персея |                                 |
|  |                                      |  |                                                               | ещё 58 порядков цветковых растений (согласно Системе APG III) |                    |  |                                           |                                               | ещё более 60 родов, в том числе Лавр и Персея |                                 |

### Внутривидовое деление
- Umbellularia californica (Hook. & Arn.) Nutt. var. californica с голыми или мелко- и прижатоопушёнными снизу листьями.
- Unbellularia californica var. fresnensis Eastw., 1945 с заметно волосистой нижней поверхностью листьев.

### Синонимы
Рода
- ≡ Oreodaphne subg. Umbellularia Nees, 1836basionym
- ≡ Sciadiodaphne Rchb., 1841, nom. rej.

Вида
- ≡ Oreodaphne californica (Hook. & Arn.) Nees, 1836
- ≡ Tetranthera californica Hook. & Arn., 1833basionym